# 陳佑綜
陳佑綜（英語：Aaron Chan Yau Chung，1983年8月9日—2008年8月24日），已故華裔加拿大人，生於英屬香港，隨家人移民加拿大温哥華。曾參加2002年在温哥華舉行的《Sunshine Boyz》獲得亞軍。也是2005年《新秀歌唱大賽溫哥華選拔賽》亞軍歌手。他生前時是「Am3ition」樂隊成員之一，是當時温哥華華人社區具知名度的藝人。2008年決定於同年9月回流香港加入香港演藝圈。可惜事與願違，在達成理想之前的8月在温哥華一家酒吧被人襲擊而喪生，終年25歲。

## 開展演藝生涯
2002年陳佑綜參加了2002年在温哥華舉行，加拿大中文電台AM1470舉辦的《Sunshine Boyz》選舉。有習跆拳道的他，在才藝大賽中以凌空踢板勇奪「才藝大獎」，之後更獲得亞軍。
2005年他再下一城，參加了2005年在温哥華舉行，新時代電視主辨的《新秀歌唱大賽溫哥華選拔賽》又赢得亞軍。此後便得到多個在電台和新時代電視幕前作演出的機會。也曾在多個温哥華的綜藝節目中表演，和擔任司儀。
2006年與陳另一名同為新秀出身的蕭正中合組《Am3ition樂隊》，不久即成為當地知名的Hip-Hop樂隊。樂隊的歌曲都是陳佑綜自己作詞作曲兼演唱。不久，樂隊便推出了他們的唱片專輯並得到好評如潮。
陳佑綜對音樂有極大抱負、對追求音樂事業理想堅定。因為《Am3ition樂隊》被備受歡迎，演出機會漸多，使陳佑綜有了到亞洲發展的念頭，最後決定在2008年9月回流香港，計劃加入香港演藝圈。

## 被襲喪生
2008年8月24日在加拿大太平洋時間凌晨二時左右，溫哥華市中心李察街(Richards St.)1320號Atlantis夜總會的門外發生了毆鬥事件，隨後警方證實有一名華人遇刺身亡，他是25歲的華裔陳佑綜。
據陳的友人透露，陳佑綜當時是參加女友的生日派對，事發的時候，他只是幫助涉及糾紛的朋友而被刺死。陳的友人透露陳佑綜當時是為朋友被打而與打人者調停，在推開其他人時，其他人覺得他最健碩，便以他為襲擊對象和刺傷他，他的友人當時被嚇呆，幫不到他，唯有致電救護車。
隨後陳佑綜喪生於Atlantis夜總會的門外，諷刺的是《Am3ition樂隊》第一次舉辦屬於自己的迷你演唱會，地點正好就是Atlantis夜總會。  

## 曾獲得獎項

### 温哥華中文電台AM1470--2002年《Sunshine Boyz》
- 才藝大獎
- 最上鏡大獎
- 亞軍[9]

### 新時代電視--2005年《新秀歌唱大賽溫哥華選拔賽》
- 最佳台風獎/舞台本色獎
- 最具潛質新人獎
- 亞軍[10]

## 曾演出節目
- 2006年--加拿大中文電台AM1470--《第11屆加拿大中文歌曲創作大賽》(演唱2號參賽者Helen Li作品歌曲《It's Okay to Cry》)[11]
- 2007年2月--時代坊--豬年賀歲活動[12]
- 2007年--新時代電視--《新秀歌唱大賽溫哥華選拔賽》(司儀，與陳敏愷、廖德隆、盧玉鳳合作）>[13]
- 2007年--加拿大中文電台AM1470--《第12屆加拿大中文歌曲創作大賽》(以Am3ition樂隊名義作表演嘉賓)[14]
- 2007年7月1日--列治文夜市（英语：Richmond Night Market）--《慶祝香港回歸十週年活動》[15]
- 2007年9月8日--列治文夜市--《Am3i-純音樂戶外演唱會》[16]

## 曾擔任評判
- 2008年--新時代電視--《新秀歌唱大賽溫哥華選拔賽》(準決賽)[17]

## Am3ition樂隊亮相温哥華傳媒
- 2007年6月--多元視野電視台（Channel M）電視節目
- 2007年7月--新時代電視--《大城小聚》Part 1

## 紀念活動
2009年10月25日，陳佑綜家人和生前好友為了紀念其一年前在溫哥華遭人刺死的不幸而舉辦了第一屆陳佑綜之友心靈歌曲創作比賽 ，地點是本拿比市的Michael J Fox Theater。陳佑綜家人和生前好友舉辦是次比賽目的是延續陳佑綜對音樂的夢想和理想，讓更多年與陳佑綜一樣熱愛音樂的年青人有一個表演的平台。

## 外部連結
- 陳佑綜紀念網頁
- 2002年Sunshine Boyz選舉官方網頁
- 陳佑綜作曲、作詞、主唱作品 （页面存档备份，存于）
- 2007年新秀歌唱大賽溫哥華選拔賽司儀個人檔案
- Am3ition樂隊Facebook專頁
- Channel M電視介绍Am3ition樂隊 （页面存档备份，存于）